# Aeroportul St George
Aeroportul St George (IATA: SGO, ICAO: YSGE) este un aeroport din Queensland, Australia.
Situat la o altitudine de 200 m, aeroportul dispune de o singură pistă. Este operat de Shire of Balonne⁠(d).